# Lévrière
Die Lévrière ist ein Fluss in Frankreich, der im Département Eure in der Region Normandie verläuft. Sie entspringt im Gemeindegebiet von Bézu-la-Forêt, entwässert generell Richtung Südwest bis Süd und mündet nach rund 24 Kilometern im Gemeindegebiet von Neaufles-Saint-Martin als linker Nebenfluss in die Epte.

## Orte am Fluss
(Reihenfolge in Fließrichtung)
- Bézu-la-Forêt
- Mainneville
- Saint-Denis-le-Ferment
- Bézu-Saint-Éloi
- Neaufles-Saint-Martin